# Praia da Lagoa
Praia do Hotel na Enseada da Lagoa em finais de Setembro.

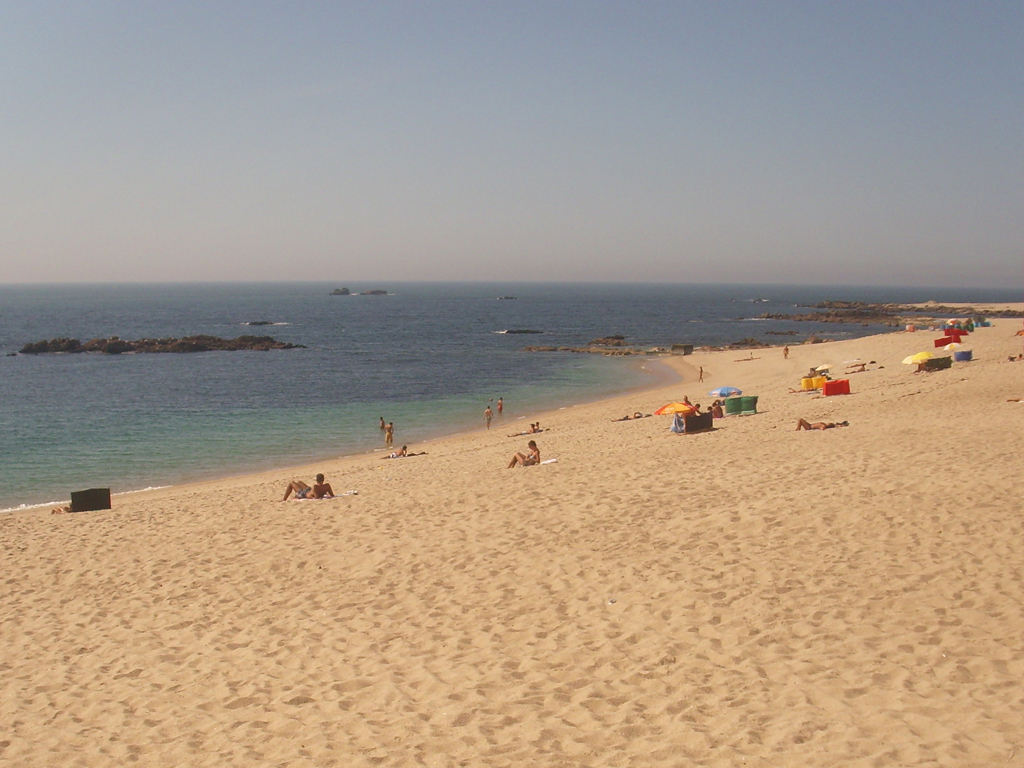
A praia da Lagoa com o Ilhéu Forcado vísivel ao fundo, sendo um rochedo caracterizado por duas elevações semelhantes às boças de um camelo.

A Praia da Lagoa ou Enseada da Lagoa ou é uma extensa praia marítima na área urbana da Póvoa de Varzim.
A pequena baía está localizada nas freguesias da Póvoa e de Aver-o-Mar, entre a Praia dos Beijinhos e a Praia do Fragosinho, sendo bastante frequentada na época balnear, mas calma no resto do ano, de areia branca com poucos penedos. Durante a maré baixa, diversos rochedos imersos tornam-se "ilhéus" temporariamente.

## Nome
O nome da praia provém de uma antiga lagoa que secou devido à acção do homem, logo é hoje terra firme. O flanco sul da enseada denomina-se "Praia da Lada" e o flanco norte "Praia de Brisamar". A parte em frente ao Hotel Vermar é também denominada "Praia do Hotel". Estas nomenclaturas alternativas têm apenas a ver com os concessionários, sem uso popular.

## Surf
A Praia possuiu um spot para surf denominado "Póvoa Hotel Spot", tradicionalmente usado por pessoas que se iniciavam na prática do surf e bodyboard. Hoje pouco usado por surfistas e bodyborders ou iniciados, visto que o acesso ao Póvoa de Varzim spot, o principal, na Praia da Salgueira é hoje mais aceite pela comunidade surfista local.

## Bares
A praia possui vários bares de praias, construídos em madeira, entre os quais se destaca o "Bar da Praia", um dos principais locais de animação nocturna da cidade pelo ambiente-praia preferido por estrangeiros, nomeadamente pela comunidade brasileira local.